# Miguel Moreno Jaramillo
Miguel Moreno Jaramillo (Santo Domingo, Colombia, 6 de septiembre de 1890 - Medellín, 4 de junio de 1976) fue un jurista y político colombiano.
Fue egresado de la Universidad de Antioquia y decano de la misma en los años 1920. Fue magistrado de la Corte Suprema de Justicia de su país desde mayo de 1935 a diciembre de 1937.

## Trayectoria
Bachiller del Colegio San Ignacio de Loyola, de los jesuitas de Medellín, estudió Derecho en la Universidad de Antioquia, de la que se graduó como doctor en Derecho en el año 1911. En el mismo año fue nombrado profesor, aun sin graduarse. Fue Secretario de Gobierno del Departamento de Antioquia bajo el mandato departamental de Pedro José Berrío, y gobernador encargado de este departamento entre julio y agosto de 1930, diputado a la Asamblea de Antioquia en dos oportunidades, miembro de la Cámara de Representantes de Colombia en 1933, y magistrado de la Corte Suprema de Justicia de Colombia, como parte de la minoría conservadora, bajo el mandato presidencial del liberal Alfonso López Pumarejo. Esta Corte, denominada la "corte de oro", estaba conformada también, en la Sala Civil, por Ricardo Hinestrosa Daza, Eduardo Zuleta Ángel, Antonio Rocha Alvira, Francisco Mujica y Liborio Escallón, y marcó un hito en la jurisprudencia colombiana al liderar lo que algunos académicos han considerado un movimiento antiformalista en el derecho de ese país.
Fue profesor de la Universidad de Antioquia (de cuya facultad de derecho fue decano en 1928), de la Universidad Nacional y de la Universidad Pontificia Bolivariana, de la que fue nombrado doctor honoris causa en 1950, pues se le cuenta, además, como uno de sus fundadores. Su hijo Ignacio Moreno Peláez fue decano de la facultad de derecho de esta última universidad. En 1926 fue uno de los fundadores del Colegio de Abogados de Medellín, junto a juristas de esa ciudad, como Clodomiro Ramírez, Ricardo Uribe Escobar, Alfonso Uribe Misas o Fernando González Ochoa.
Recibió como condecoraciones la Cruz de Boyacá, la Orden Mérito Universitario Francisco Antonio Zea de la Universidad de Antioquia, la medalla Santiago Pérez, la Estrella de Antioquia y el premio Germán Saldarriaga, del Valle del Cauca. Fue miembro de la Academia Colombiana de Jurisprudencia y del Colegio de Abogados de Medellín.

## Publicaciones
- Colombia constitucional (entre 1930 y 1940).
- Ley de leyes, estudios jurídicos (1932).
- Estudios Jurídicos de Miguel Moreno J. como magistrado en casación.
- Algo sobre clasificaciones de los contratos y otros escritos (1980, póstumo).